# Piękne mleczarki
Piękne mleczarki (ang. Cow Belles) – film produkcji Disney Channel, w którym występują Alyson Michalka i Amanda Michalka, lepiej znane jako siostrzany duet Aly & AJ. Film zadebiutował 24 marca 2006 na kanale Disney Channel w Stanach Zjednoczonych i na Family Channel w Kanadzie. Premierę obejrzało 5,8 miliona widzów w Ameryce.

## Opis fabuły
Taylor i Courtney Callum to dwie rozpuszczone, ale dobroduszne siostry, których ojciec Reed Callum (Jack Coleman) prowadzi firmę mleczarską Callum Dairy. Taylor właśnie ledwo zdała egzamin na prawo jazdy, z czego jest bardzo zadowolona, ale ich życie ulega gwałtownej zmianie. Pewnego dnia, kiedy Taylor i Courtney wracają z zakupów, okazuje się, że ich kuchnia spłonęła, ponieważ zostawiły kuchenkę na gazie. Zszokowany bezmyślnością córek, Reed wysyła je do firmy, żeby nauczyły się odpowiedzialności i zarobiły sobie własne pieniądze. Ich ojciec opuszcza miasto, w poszukiwaniu nowego gatunku motyla do swojej kolekcji. Dziewczęta muszą same prowadzić firmę i dbać o pracowników.
Gdy zaczynają pracę w mleczarni, ich życie zamienia się w koszmar. Nie radzą sobie, potykają się i rozlewają wszędzie mleko. Nawet telefon komórkowy Courtney ląduje w pojemniku pełnym jogurtu. Wkrótce po tym jak zaczęły pracę, okazuje się, że ktoś ukradł wszystkie pieniądze z konta bankowego firmy. Dziewczęta muszą opracować plan, aby ocalić mleczarnię i wypłacić pensję pozostałym pracownikom.

## Obsada
- Alyson Michalka – Taylor Callum
- Amanda Michalka – Courtney Callum
- Jack Coleman – Reed Callum
- Michael Trevino – Jackson Meade
- Chris Grillanger – Phillipe
- Paula Brancati – Sarah Van Dyke
- Christian Serratos – Heather Perez
- Sandy Robson – Thomas
- Craig Eldridge – Wilbur Meade
- Sheila McCarthy – Fran Walker
- Michael Rhoades – Bob Fenwick
- Ron Gabriel – Melvin Melville
- Duane Murray – Big Pete
- Dylan Roberts – Ralph
- Stuart Clow – Keith Walker

i inni